# 第一大戸川橋梁

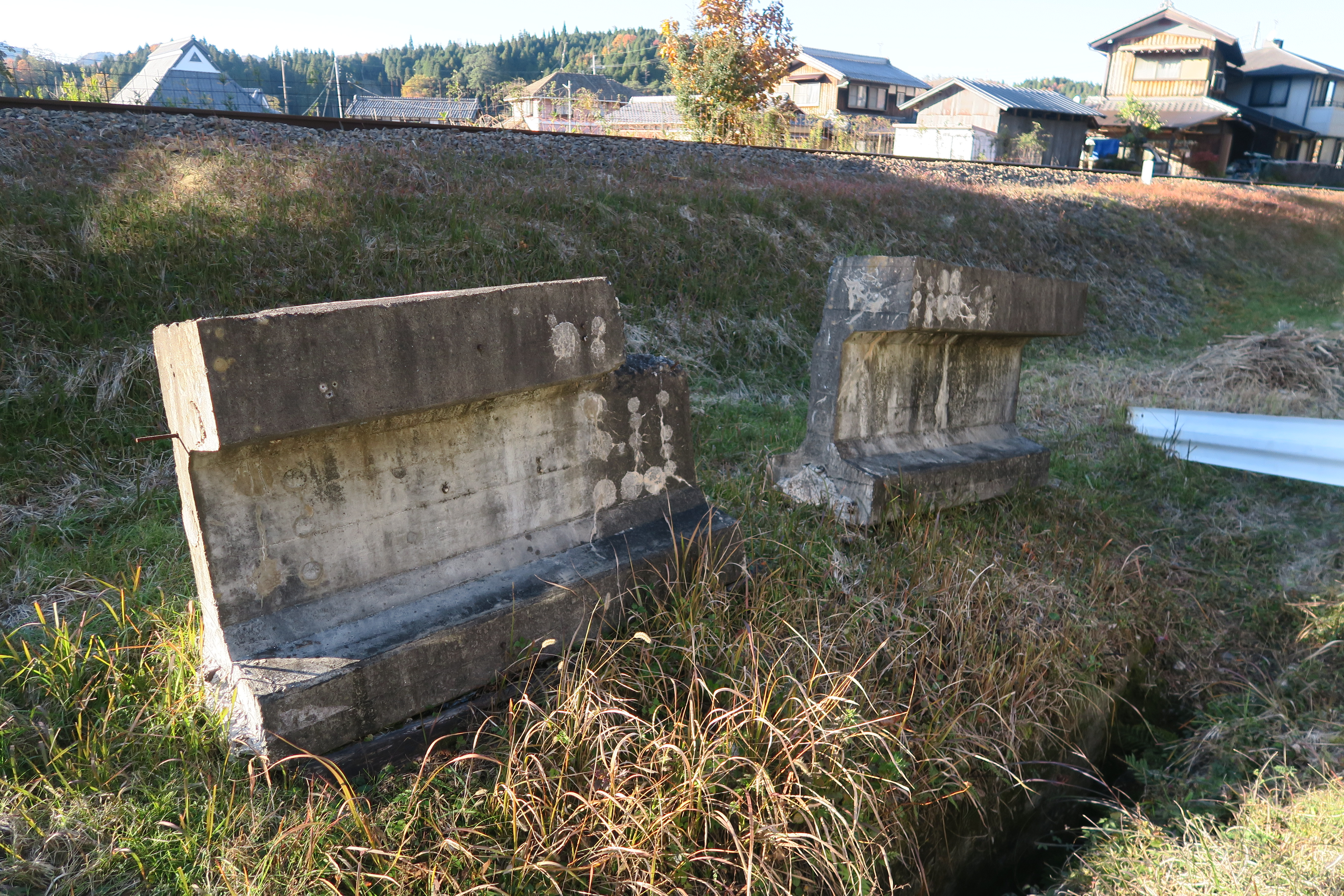
暴露されている標準桁

第一大戸川橋梁（だいいちだいどがわきょうりょう）は、滋賀県甲賀市信楽町勅旨の大戸川にかかる鉄道橋である。

## 概要
信楽高原鐵道信楽線の勅旨駅と玉桂寺前駅間、玉桂寺前駅より200m北側に位置しており、甲賀市が維持管理している。
1953年（昭和28年）の集中豪雨により、3連の上路鈑桁であった橋が流出したため、中間に橋脚をつくらないスパン30mの橋を作ることとなり、1954年（昭和29年）8月26日に竣工した。日本初の本格的なプレストレスト・コンクリート橋である。支承にはコンクリート製ロッカー沓が採用されている。フランス人技師セルジュ・コバニコの基本設計を基に、日本国有鉄道の大阪事務所次長であった仁杉巌らが実施設計を行った。本橋の設計・施工にあたり国鉄のコンクリート技術者により様々な研究・検討が行われ、その後のプレストレスト・コンクリート橋の発展に大きく寄与した。
コンクリートの乾燥収縮などの影響を除くための標準桁が本橋の北東側に暴露されている。施工後30年が経過した1984年（昭和59年）に耐久性の調査を行い、外観上ひび割れの変状がみられず、クリープ変形による反りが設計時の予測値とほぼ一致していることが確認された。また、2007年（平成19年）にコンクリートの品質と耐久性を検証するため、標準桁で様々な分析が行われ、中性化がまったく進んでいないこと、透過係数が極めて低く、品質が高いことが確認された。
2008年（平成20年）7月8日に「信楽高原鐵道第一大戸川橋梁」の名称で国の登録有形文化財（建造物）に登録された。2021年（令和3年）、国の文化審議会は第一大戸川橋梁を重要文化財に指定するよう答申した。同年8月2日付の官報での告示を経て、登録有形文化財から重要文化財へ登録が変更された。なお、登録名は従前の信楽高原鐵道を取り除いた「第一大戸川橋梁」に変更されている。